# جيم وايت (مصارع محترف)
جيم وايت (بالإنجليزية: Jim White)‏ هو مصارع محترف أمريكي، ولد في 11 يوليو 1942 في روجرزفيل في الولايات المتحدة، وتوفي في 7 يناير 2010 بسبب سرطان.

## روابط خارجية
- جيم وايت على موقع CageMatch worker (الإنجليزية)